# Trnje (gmina Trebnje)
Trnje – wieś w Słowenii, w gminie Trebnje. W 2018 roku liczyła 36 mieszkańców.